# Fernando Lahille

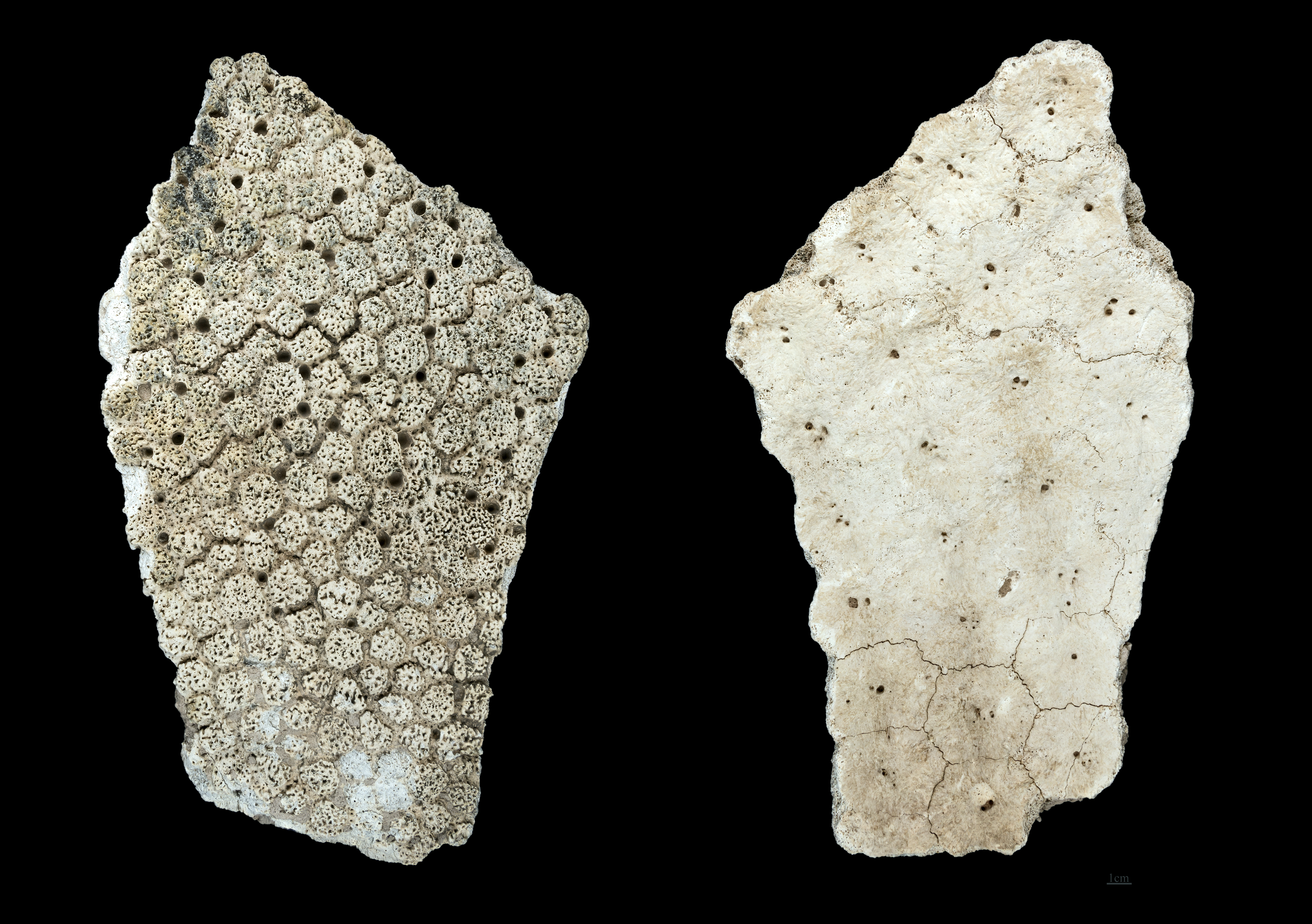
Fragment pancerza Glyptodon clavipes z dawnej kolekcji Fernando Lahille

Fernando Lahille (18 sierpnia 1861, zm. 13 lipca 1940) – francuski zoolog. Specjalizował się w ichtiologii oraz w biologii osłonic.

## Życiorys
Urodził się we Francji 18 sierpnia 1861 roku. Otrzymał doktorat z nauk przyrodniczych na Uniwersytecie w Paryżu w 1891 roku oraz z medycyny w roku 1893. Wykładał jako profesor na Uniwersytecie w Tuluzie w latach 1890–1892. W dniu 15 września 1893 roku wyjechał do Argentyny; towarzyszył mu Francisco Pascasio Moreno. W Argentynie rozwinął działalność naukową.

### Działalność
W latach 1893–1899 zarządzał sekcją zoologiczną w Museo de La Plata. Zaprojektowane i utworzone w 1898 w Mar del Plata nadbrzeżne laboratorium biologii morskiej zapoczątkowało INIDEP (Instituto Nacional de Investigación y Desarrollo Pesquero).
Zarządzał departamentem ds. rybołówstwa i dzikiej przyrody w argentyńskim Ministerstwie Rolnictwa. Prowadził badania nad szkodnikami i hodowlą zwierząt. Założył Laboratorium Zoologii Stosowanej. W latach 1904–1930 wykładał w Escuela Mariano Acosta. Był profesorem Wydziału Rolnictwa i Medycyny Weterynaryjnej na Uniwersytecie w Buenos Aires w latach 1910–1930. Rozwinął system oznaczeń geograficznych.
W 1896 roku został zaproszony do Ushuaia (Ziemia Ognista) przez gubernatora Pedra Godoya, by kierował misją naukową zorganizowaną przez Francisca Morena, a następnie dyrektora Museo de La Plata, która miała na celu badania morskich i klimatycznych cech obszaru. Przebieg misji zaplanował Nicholas Alboff, który współpracował z biologami Emilio Beaufilsem oraz Carlosem Lahille. W trakcie badań miał okazję nawiązać kontakt z członkami plemienia Selknam, zamieszkałymi nieopodal San Sebastián. Wyniki badań antropologicznych nad plemieniem Selknam oraz wykonane zdjęcia ukazały się w „Revista del Museo de La Plata” w roku 1926.
Lahille podpisał umowę dla stowarzyszenia Sociedad Ornitológica del Plata, założonego 28 lipca 1916 roku; obecnie organizacja znana jako Aves Argentinas - Asociación Ornitológica del Plata.
Zmarł 13 lipca 1940 roku.

## Odznaczenia
Otrzymał nagrody, dyplomy i medale w skali krajowej i międzynarodowej, m.in. w 1911 roku otrzymał złoty medal na wystawie w Turynie i srebrny medal na wystawie w Roubaix. W 1926 roku został określony jako „akademik” Argentyńskiego Towarzystwa Nauk Przyrodniczych, a w 1930 roku jako „Profesor Honorowy” na Uniwersytecie w Buenos Aires. W 1934 roku został odznaczony Legią Honorową.
Jego nazwisko zostało upamiętnione w nazwie jednego z przedstawicieli rodziny Sebastidae, Helicolenus lahillei, a także w nazwie wyspy Lahille Island (Antarktyka).

## Publikacje
Autorstwem Fernanda Lahille’a ukazały się następujące publikacje:
- Enumeración de los peces cartilaginosos, piectognatos y gimnótidos encontrados en las aguas argentinas (1921)
- Matériaux pour servir a l'histoire des Oonas indigènes de la Terre de feu: planches (1926)
- Estabilidad, evolución, adaptación y progreso (1938)
- Informe preliminar del viaje de exploración del Azopardo al golfo San Matías
- Aplicación de las ciencias naturales a la colonización de las costas del Sud
- Fines de verano en la Tierra del Fuego
- Las ballenas en nuestros mares; sus costumbres y aprovechamiento
- El dominio nacional de la pesca marítima
- Preparación de un atlas talasográfico para el fomento de las industrias marítimas
- La verité sur les indiens de la Terre de Feu
- Población y colonización de las costas del Sur
- Notaciones de las nervaduras alares de los mosquitos
- La colonización en el Sud; notas sobre la pesca en la costa atlántica
- El transporte de pescado fresco en los ferrocarriles
- Algunos animales marinos de las islas Sandwich
- Vestigios griegos en el idioma de los onas